# Tepliwka (obwód połtawski)
Tepliwka (ukr. Теплівка) – wieś na Ukrainie, w obwodzie połtawskim, w rejonie łubieńskim, w hromadzie Pyriatyn. W 2001 liczyła 1071 mieszkańców.

## Urodzeni
- Wasyl Remesło - ukraiński selekcjoenr roślin.